# Alf Ekberg

Unterschrift

Alf Ekberg (* 24. September 1928 in Ufhoven) ist ein deutscher Schlagersänger, der Ende der 1950er bis Anfang der 1960er Jahre bei Polydor und Philips unter Vertrag stand.

## Leben und Karriere
Ekberg wurde als Sohn eines Beamten geboren. Nach dem Schulabschluss ging er drei Jahre zur Handelsmarine, wo er sich Gitarre- und Banjospielen beibrachte.
Von 1946 bis 1955 spielte und sang er in kleineren Kapellen und Orchestern, wobei er von 1951 bis 1955 ein Gesangs- und Musikstudium (Geige und Bratsche) absolvierte.
1956 ging er nach Westdeutschland, hatte Tourneen als Sänger und erhielt 1957 seinen ersten Schallplattenvertrag. Musikalische Zusammenarbeiten hatte Ekberg während seiner Karriere mit Johnny Dane, Heinz Lips, Die Sieben Raben (Comedien-Quartett, auch Comedians), Charles Nowa, dem Trocadero Tanzorchester, Adalbert Luczkowski und seinem Orchester, sowie Kurt Edelhagen und seinem Orchester.
Nach 1960 gibt es keine weiteren Hinweise einer Gesangskarriere.

## Diskografie
- Der Heimatstern / Cowboy-Mädel, weine nicht (1958, Polydor 23 590)
- Das letzte Schiff / Einen schaukelnden Gang (1958, Polydor 23 704)
- Ich geh' die Straße nach Farway (Tschitschio Bamba) / Raunchy (He-ho-ho, do-di, do-di-do) (1958, Polydor 23 688)
- Es ist nichts geblieben (Nur die alte Birke) / Über den Wolken (1959, Philips 345 198 PF)
- Am schönsten war es doch daheim / Zurück, zu der Liebsten zurück (1960, Philips 345 208 PF)

Die Schlager von Ekberg wurden später auch erneut in thematischen Musikkompilationen (Cowboy- und Seemansromantik, Golden Fifties etc.) veröffentlicht.